# Caloplaca ammiospila
Caloplaca ammiospila är en lavart som först beskrevs av Göran Wahlenberg och som fick sitt nu gällande namn av Henri Jacques François Olivier. 
Caloplaca ammiospila ingår i släktet orangelavar och familjen Teloschistaceae.  Arten är reproducerande i Sverige. Inga underarter finns listade i Catalogue of Life.